# Saint-Aubin-Routot
Saint-Aubin-Routot – miejscowość i gmina we Francji, w regionie Normandia, w departamencie Sekwana Nadmorska. Nazwa miejscowości pochodzi od imienia św. Albina.
Według danych na rok 1990 gminę zamieszkiwało 1077 osób, a gęstość zaludnienia wynosiła 162 osoby/km² (wśród 1421 gmin Górnej Normandii Saint-Aubin-Routot plasuje się na 212. miejscu pod względem liczby ludności, natomiast pod względem powierzchni na miejscu 560.).